# Acraea quirina
Acraea quirina is een vlinder uit de familie van de Nymphalidae. De wetenschappelijke naam van de soort is voor het eerst voorgesteld door Johann Christian Fabricius in een publicatie uit 1781.

## Verspreiding
Deze soort komt voor in de bossen en savannes van tropisch Afrika waaronder Zuidoost-Senegal, Gambia, Guinee-Bissau, Guinee, Sierra Leone, Burkina Faso, Liberia, Ivoorkust, Ghana, Togo, Benin, Nigeria, Kameroen, Equatoriaal Guinea (Bioko), Sao Tomé & Principe, Gabon, Congo-Brazzaville, Centraal Afrikaanse Republiek, Congo-Kinshasa, Zuid-Soedan, Oeganda, Kenia, Rwanda, Tanzania, Angola, Malawi en Mozambique.

## Waardplanten
De rups leeft op:
- Euphorbiaceae
  - Drypetes sp.
- Violaceae
  - Rinorea brachypetala (Turcz.) Kuntze var. brachypetala
  - Rinorea convallarioides (Baker f.) Eyles
  - Rinorea convallariiflora M.Brandt
  - Rinorea elliotii Engl.
  - Rinorea kibbiensis Chipp
  - Rinorea subintegrifolia (P.Beauv.) Kuntze

## Ondersoorten
- Acraea quirina quirina (Fabricius, 1781)
  - = Papilio dice Drury, 1782
- Acraea quirina rosa Eltringham, 1912 (Oost-Kenia, Oost-Tanzania, Zuid-Malawi, Noord-Mozambique)